# The Odd Couple (série télévisée)
Pour les articles homonymes, voir The Odd Couple.
The Odd Couple est une série télévisée américaine en 38 épisodes de 22 minutes créée par Matthew Perry et Danny Jacobson d'après la pièce de théâtre de Neil Simon et diffusée entre le 19 février 2015 et le 30 janvier 2017 sur le réseau CBS et au Canada sur le réseau CTV pour les deux premières saisons puis sur Citytv.
Il s'agit d'une nouvelle version de la série du même titre des années 1970.
La série est diffusée en Belgique depuis le 5 août 2018 sur Club RTL, mais reste inédite dans les autres pays francophones. La première saison était disponible en VàD en France lors de sa diffusion aux États-Unis via le Pass M6.

## Synopsis
Félix Unger et Oscar Madison se rencontrent à l'université à la fin des années 1980 alors que le destin les fait colocataires. Félix est extrêmement névrotique et maniaque alors qu'Oscar est plutôt négligé mais plus facile à vivre, malgré ces différences ils deviennent rapidement amis. Ils épousent finalement deux femmes très différentes d'eux-mêmes (Félix la calme mais fougueuse Ashley, et Oscar l'anxieuse Gaby).
Des années plus tard, Félix, maintenant journaliste et photographe bourré de troubles obsessionnels compulsifs, est chassé par Ashley après quinze ans de mariage (dont huit en thérapie de couple, dont deux où Félix allait seul) et emménage avec Oscar. Ce dernier est maintenant animateur de talk-shows sportifs depuis son domicile. Il vit seul, quitté lui aussi par son ex-épouse Gaby qui le considérait comme un plouc irréfléchi, dans un appartement sens dessus dessous. Les deux divorcés auront à apprendre à vivre ensemble dans le même appartement en dépit de leurs différences.
Félix et Oscar rencontreront Casey et Emily, deux sœurs colocataires dans le même bâtiment et qui ont toutes deux récemment quitté leurs propres relations malsaines. Interviennent également "Dani" et "Teddy", respectivement assistante et agent d'Oscar.

## Distribution

### Acteurs principaux
- Matthew Perry (VF : Emmanuel Curtil) : Oscar Madison
- Thomas Lennon (VF : Stéphane Ronchewski) : Felix Unger
- Lindsay Sloane (VF : Olivia Luccioni) : Emily
- Wendell Pierce (VF : Paul Borne) : Teddy
- Yvette Nicole Brown (VF : Anne Mathot) : Danielle « Dani » Duncan

### Acteurs récurrents et invités
- Geoff Stults (VF : Thomas Roditi) : Murph
- Christine Woods (VF : Laurence Bréheret) : Ashley, femme de Felix
- Dave Foley (VF : Laurent Morteau) : Roy (saison 1, 4 épisodes)
- Leslie Bibb (VF : Pamela Ravassard) : Casey (saison 1, 2 épisodes)
- Lauren Graham : Gaby (saison 1, 1 épisode)
- Teri Hatcher (VF : Claire Guyot) : Charlotte (depuis la saison 2)

Version française
- Société de doublage

 Source et légende : version française (VF) sur RS Doublage et DSD Doublage

## Production

### Développement
Le 25 février 2014, CBS commande officiellement un pilote,.
Le 10 mai 2014, le réseau CBS annonce officiellement après le visionnage du pilote, la commande du projet de série,.
Le 5 décembre 2014, CBS annonce la date de diffusion de la série au 19 février 2015,.
Le 11 mai 2015, CBS renouvelle la série pour une deuxième saison, pour une diffusion à la mi saison 2015-2016.
Le 30 novembre 2015, CBS annonce la diffusion de la deuxième saison au 7 avril 2016.
Le 16 mai 2016, le réseau CBS annonce la reconduction de la série, pour une troisième saison.
Le 15 mai 2017, la série est annulée.

### Casting
Les rôles ont été attribués dans cet ordre : Matthew Perry, Thomas Lennon, Wendell Pierce, Lindsay Sloane et Yvette Nicole Brown.
Parmi les acteurs récurrents et invités de la première saison : Leslie Bibb, Geoff Stults, Lauren Graham et Regis Philbin.
En septembre 2015, Teri Hatcher décroche un rôle récurrent lors de deuxième saison, dans le rôle de Charlotte.

### Tournage
Elle est tournée au CBS Studio Center à Los Angeles.

## Épisodes

### Première saison (2015)
1. Le Nouveau coloc (Pilot)
2. L'Écrivain raté (The Ghostwriter)
3. Bon anniversaire Félix ! (The Birthday Party)
4. Rancard idéal (The Blind Leading The Blind Date)
5. Félix 2.0 (The Wedding Deception)
6. Hypocondriaques (Heal Thyself)
7. La Star des plateaux (Secret Agent Man)
8. La Loi du plus fort (The Unger Games)
9. Le Somnambule (Sleeping Dogs Lie)
10. En mauvaise posture (Enlightening Strikes)
11. L'Île des cœurs brisés (Jealous Island)
12. Contrôle marital (The Audit Couple)

### Deuxième saison (2016)
Elle a été diffusée du 7 avril au 23 mai 2016.
1. Voisins, voisines (All About Eavesdropping)
2. Toc toc (Unger the Influence)
3. Un pas vers la maturité (From Here to Maturity)
4. Madison et fils (Madison & Son)
5. Prélude (Oscar's Overture)
6. Un Oscar nommé désir (An Oscar Named Desire)
7. Dani est dans la place (Make Room for Dani)
8. Un anniversaire maudit (A Dinner Engagement)
9. Échec et mat (Chess Nuts)
10. Trio mais pas trop (Odd Man Out)
11. L'appel du bitume  (Road Scholar)
12. Moi, président ! (All Residents Men)
13. Le syndrome de l'ex (The Ex-Factor)

### Troisième saison (2016-2017)
Elle est diffusée depuis le 17 octobre 2016.
1. Titre français inconnu (London Calling)
2. Titre français inconnu (Food Fight)
3. Titre français inconnu (I Kid, You Not)
4. Titre français inconnu (Taffy Days)
5. Titre français inconnu (Miss England)
6. Titre français inconnu (Eisen Trouble)
7. Titre français inconnu (The Odd Couples)
8. Titre français inconnu (Felix Navidad)
9. Titre français inconnu (My Best Friend’s Girl)
10. Titre français inconnu (Should She Stay or Should She Go)
11. Titre français inconnu (Batman vs. The Penguin)
12. Titre français inconnu (The God Couple)
13. Titre français inconnu (Conscious Odd Coupling)